# Cyclosorus elatus
Cyclosorus elatus là một loài thực vật có mạch trong họ Thelypteridaceae. Loài này được (Mett. ex Kuhn) Alston mô tả khoa học đầu tiên năm 1956.